# Canton de Marle
Pour les articles homonymes, voir Marle (homonymie).
Le canton de Marle est une circonscription électorale française située dans le département de l'Aisne et la région Hauts-de-France.
À la suite du redécoupage cantonal de 2014, les limites territoriales du canton sont remaniées. Le nombre de communes du canton passe de 23 à 65.

## Géographie
Ce canton est organisé autour de Marle dans l'arrondissement de Laon. Son altitude varie de 62 m (Froidmont-Cohartille) à 185 m (Tavaux-et-Pontséricourt) pour une altitude moyenne de 97 m.

## Histoire

### Révolution française

Carte du canton de Marle en 1790.

Le canton est créé le 18 février 1790 sous la Révolution française. 
Le canton comprend 21 communes avec Marle pour chef-lieu: Attencourt, Behaine, Bosmont, Châtillon-lès-Sons, Cilly, Cohartille, Cuirieux, Erlon, Froidmont, Marcy, Marle, Montigny-sous-Marle, La Neuville-Bosmont, Rary, Richémont, Ronchères, Saint-Pierremont, Sons, Thiernu, Toulis et Voyenne. Il est une subdivision du district de Laon qui disparaît le 5 fructidor An III (22 août 1795).
Entre 1791 et 1794, les communes de Froidmont et de Cohartille sont réunies et forment la commune de Froidmont-Cohartille. Sur la même période, Sons et Ronchères fusionnent et la nouvelle entité prend le nom de Sons-et-Ronchères. Les communes de Toulis et Attencourt se regroupent également dans une commune appelée Toulis-et-Attencourt. La commune de Rary est dissoute entre 1791 et 1794 et son territoire est rattaché à celle de Saint-Pierremont. En 1791, la commune de Behaine est supprimée et est regroupée avec Marle. Par arrêté du directoire du département du 26 décembre 1791, Richémont est absorbée par La Neuville-Bosmont. Entre 1791 et 1794, le nombre de communes passe de 21 à 15.
Lors de la création des arrondissements par la loi du 28 pluviôse an VIII (17 février 1800), le canton de Marle est rattaché à l'arrondissement de Laon.

### 1801-2015
L'arrêté du 3 vendémiaire an X (25 septembre 1801) entraine un redécoupage du canton de Marle qui est conservé. Trois communes du canton de Montcornet (Agnicourt-et-Séchelles, Montigny-le-Franc et Tavaux-et-Pontséricourt) et quatre communes du canton de Liesse (Grandlup-et-Fay, Monceau-le-Waast, Pierrepont et Vesles-et-Caumont) intègrent le canton. Il comprend alors vingt-trois communes et la composition communale du canton n'évolue pas jusqu'en mars 2015 et portait le code canton 0219. 
En 1903, la commune de Marcy prend le nom de Marcy-sous-Marle et Bosmont est renommée Bosmont-sur-Serre en 1936.

### Après le redécoupage de 2015
Un nouveau découpage territorial de l'Aisne entre en vigueur en mars 2015, défini par le décret du 21 février 2014, en application des lois du 17 mai 2013 (loi organique 2013-402 et loi 2013-403). Les conseillers départementaux sont, à compter de ces élections, élus au scrutin majoritaire binominal mixte. Les électeurs de chaque canton élisent au Conseil départemental, nouvelle appellation du Conseil général, deux membres de sexe différent, qui se présentent en binôme de candidats. Les conseillers départementaux sont élus pour 6 ans au scrutin binominal majoritaire à deux tours, l'accès au second tour nécessitant 12,5 % des inscrits au premier tour. En outre la totalité des conseillers départementaux est renouvelée. Ce nouveau mode de scrutin nécessite un redécoupage des cantons dont le nombre est divisé par deux avec arrondi à l'unité impaire supérieure. Dans l'Aisne, le nombre de cantons passe ainsi de 42 à 21. Le canton de Marle fait partie des treize cantons du département, dont les limites territoriales diffèrent. les huit autres sont des nouveaux cantons. 
Avec ce redécoupage, les cantons de Crécy-sur-Serre et de Sains-Richaumont sont regroupés avec celui de Marle. Les communes de Lugny, Rogny, La Vallée-au-Blé et Voulpaix, issues du canton de Vervins, sont adjointes au canton. La commune de Voulpaix a d'ailleurs contesté son détachement de Vervins pour rejoindre Marle auprès du Conseil d'État mais cette requête a été refusée par ce dernier en juillet 2014. 
Le bureau centralisateur est fixé à Marle, il compte 65 communes et il est réparti sur les arrondissements de Laon et de Vervins, avec un nouveau code canton 0211.

## Représentation

### Conseillers généraux de 1833 à 2015
| Période | Période                   | Identité                                          | Étiquette           | Qualité |
| ------- | ------------------------- | ------------------------------------------------- | ------------------- | --- |
| 1833    | 1842                      | Jacques Etienne Meunier (1785-1860)               |                     | Cultivateur à Dormicourt Maire de Montigny-sous-Marle |
| 1842    | 1858 (décès)              | Albert Debrotonne                                 | Majorité dynastique | Exploitant agricole, président du comice agricole, maire de Marle Député (1846-1851, 1852-1858) |
| 1858    | 1867                      | Arsène Debrotonne                                 |                     | Propriétaire, maire de Tavaux |
| 1867    | 1895 (décès)              | Florimond Alphonse Arnoult Gentilliez (1826-1895) | Droite              | Agriculteur à Marle |
| 1895    | 1919 (décès)              | Charles Gentilliez (fils du précédent)            | Conservateur        | Industriel fabricant de sucre Sénateur (1903-1919) |
| 1919    | 1934                      | Henry Lenain                                      | Rad.ind.            | Avocat Maire de Laon (1929-1935) Député (1934-1936) |
| 1934    | 1941 (démission d'office) | Jean Pierre-Bloch                                 | SFIO                | Journaliste Ancien Adjoint au Maire de Laon Député (1936-1940) Révoqué par le Gouvernement de Vichy |
|         |                           |                                                   |                     | |
| 1945    | 1967                      | Jean Pierre-Bloch                                 | SFIO                | Ancien Adjoint au Maire de Laon Conseiller municipal de Marle Député (1936-1940 et 1945-1946) |
| 1967    | 1985                      | Henry Loncq                                       | CD puis UDF-Rad.    | Directeur d'entreprise Maire de Pierrepont |
| 1985    | 2015                      | Yves Daudigny                                     | PS                  | Professeur de physique Ancien Maire adjoint (et ancien Maire de 1983 à 2001) de Marle Président de la communauté de communes du Pays de la Serre (1993 → 2014) Président du Conseil Général (2001 → 2015) Sénateur de l'Aisne (2008 → 2020) |

### Conseillers d'arrondissement (de 1833 à 1940)
| Période                                  | Période      | Identité                                 | Étiquette     | Qualité |
| ---------------------------------------- | ------------ | ---------------------------------------- | ------------- | --- |
| 1833                                     | 1848         | Paul François Jérôme Lehault (1783-1870) |               | Ancien notaire à Marle                                                                                      |
|                                          |              |                                          |               | |
| 1901                                     | 1907         | Léon Alexandre Wateau                    |               | Maire de Marle                                                                                              |
| 1907                                     | 1913         | M. Bachelez                              | Libéral       | |
| 1913                                     | 1918 (décès) | Albert Delamé (1854-1918)                | Libéral       | Maire de Bosmont Victime civile de la guerre                                                                |
| 1918                                     | 1919         | siège vacant                             |               | |
| 1919                                     | 1925         | Victor Oudin (1861-1932)                 | Bloc National | Cultivateur, maire de Froidmont                                                                             |
| 1925                                     | 1937         | M. Faucheux                              | Radical       | |
| 1937                                     | 1940         | Charles Bachelet                         | SFIO          | Ancien employé des chemins de fer, cafetier à Marle                                                         |
| 1940                                     |              |                                          |               | Les conseils d'arrondissement ont été suspendus par la loi du 12 octobre 1940 et n'ont jamais été réactivés |
| Les données manquantes sont à compléter. |              |                                          |               | |

### Conseillers départementaux après 2015
| Période élective | Période élective | Mandat | Mandat   | Identité             | Nuance | Nuance | Qualité |
| ---------------- | ---------------- | ------ | -------- | -------------------- | ------ | ------ | --- |
| 2015             | 2021             | 2015   | 2021     | Isabelle Ittelet     |        | UDI    | Référente des restaurations collectives au sein du Conseil Général Conseillère municipale de Sains-Richaumont (2014 → 2016) Conseillère régionale de Hauts-de-France (2016 → ) Ancienne conseillère générale du Canton de Sains-Richaumont (2012-2015) 7ème Vice-Présidente du Conseil départemental |
| 2015             | 2021             | 2015   | 2021     | Pierre-Jean Verzelen |        | LR     | Maire de Crécy-sur-Serre (2014 → ) Président de la Communauté de communes du Pays de la Serre (2014 → ) 1er Vice-Président du Conseil départemental Sénateur de l'Aisne (2020 → ) |
| 2021             | 2028             | 2021   | en cours | Isabelle Ittelet     |        | UDI    | Conseillère régionale des Hauts-de-France (2016 → ) 7ème Vice-présidente (Collèges, jeunesse, citoyenneté et Mémoire) |
| 2021             | 2028             | 2021   | en cours | Pierre-Jean Verzelen |        | DVD    | Sénateur de l'Aisne (2020 → ) (groupe Les Indépendants - République et Territoires) |

#### Élections de mars 2015
À l'issue du premier tour des élections départementales de 2015, trois binômes sont en ballottage : Isabelle Ittelet et Pierre-Jean Verzelen (Union de la Droite, 37,62 %), Romain Dumand et Marie-Jeanne Parfait (FN, 31,75 %) et Yves Daudigny et Christelle Poette (Union de la Gauche, 30,63 %). Le taux de participation est de 62,85 % (9 190 votants sur 14 623 inscrits) contre 53,32 % au niveau départemental et 50,17 % au niveau national.
Au second tour, Isabelle Ittelet et Pierre-Jean Verzelen (Union de la Droite) sont élus Conseillers départementaux de l'Aisne avec 61,57 % des suffrages exprimés et un taux de participation de 61,16 % (4 915 voix pour 8 943 votants et 14 622 inscrits).

#### Élections de juin 2021
Le premier tour des élections départementales de 2021 est marqué par un très faible taux de participation (33,26 % au niveau national). Dans le canton de Marle, ce taux de participation est de 46,61 % (6 706 votants sur 14 388 inscrits) contre 34,94 % au niveau départemental. À l'issue de ce premier tour,  le binôme constitué de Isabelle Ittelet et Pierre-Jean Verzelen (DVD, 63,43 %), est élu avec 63,43 % des suffrages exprimés.

## Composition

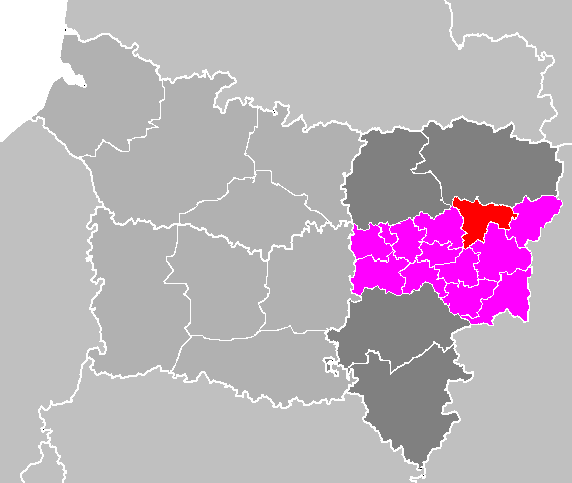
Situation du canton de Marle dans le département de l'Aisne avant 2015.

### Composition avant 2015
Le canton de Marle regroupait 23 communes et comptait 7 143 habitants en 2012.
| Nom                     | Code Insee | Codepostal | Superficie (km2) | Population (dernière pop. légale) | Densité (hab./km2) |
| ----------------------- | ---------- | ---------- | ---------------- | --------------------------------- | ------------------ |
| Marle (chef-lieu)       | 02468      | 02250      | 13,79            | 2 360 (2012)                      | 171                |
| Agnicourt-et-Séchelles  | 02004      | 02340      | 10,79            | 202 (2012)                        | 19                 |
| Autremencourt           | 02039      | 02250      | 9,15             | 178 (2012)                        | 19                 |
| Bosmont-sur-Serre       | 02101      | 02250      | 9,68             | 204 (2012)                        | 21                 |
| Châtillon-lès-Sons      | 02169      | 02270      | 10,56            | 88 (2012)                         | 8,3                |
| Cilly                   | 02194      | 02250      | 9,30             | 223 (2012)                        | 24                 |
| Cuirieux                | 02248      | 02350      | 6,46             | 161 (2012)                        | 25                 |
| Erlon                   | 02283      | 02250      | 8,90             | 291 (2012)                        | 33                 |
| Froidmont-Cohartille    | 02338      | 02270      | 8,81             | 250 (2012)                        | 28                 |
| Grandlup-et-Fay         | 02353      | 02350      | 20,30            | 311 (2012)                        | 15                 |
| Marcy-sous-Marle        | 02460      | 02250      | 4,39             | 219 (2012)                        | 50                 |
| Monceau-le-Waast        | 02493      | 02840      | 5,41             | 226 (2012)                        | 42                 |
| Montigny-le-Franc       | 02513      | 02250      | 9,90             | 154 (2012)                        | 16                 |
| Montigny-sous-Marle     | 02516      | 02250      | 7,33             | 66 (2012)                         | 9                  |
| La Neuville-Bosmont     | 02545      | 02250      | 9,98             | 194 (2012)                        | 19                 |
| Pierrepont              | 02600      | 02350      | 10,54            | 399 (2012)                        | 38                 |
| Saint-Pierremont        | 02689      | 02250      | 6,98             | 53 (2012)                         | 7,6                |
| Sons-et-Ronchères       | 02727      | 02270      | 9,20             | 221 (2012)                        | 24                 |
| Tavaux-et-Pontséricourt | 02737      | 02250      | 25,42            | 599 (2012)                        | 24                 |
| Thiernu                 | 02742      | 02250      | 6,16             | 99 (2012)                         | 16                 |
| Toulis-et-Attencourt    | 02745      | 02250      | 7,42             | 135 (2012)                        | 18                 |
| Vesles-et-Caumont       | 02790      | 02350      | 10,34            | 234 (2012)                        | 23                 |
| Voyenne                 | 02827      | 02250      | 13,97            | 276 (2012)                        | 20                 |

### Composition à partir de 2015
Le nouveau canton de Marle regroupe 65 communes.
| Nom                           | Code Insee | Intercommunalité             | Superficie (km2) | Population (dernière pop. légale) | Densité (hab./km2) | Modifier                                    |
| ----------------------------- | ---------- | ---------------------------- | ---------------- | --------------------------------- | ------------------ | ------------------------------------------- |
| Marle (bureau centralisateur) | 02468      | CC du Pays de la Serre       | 13,79            | 2 224 (2022)                      | 161                | modifier les données · modifier les données |
| Agnicourt-et-Séchelles        | 02004      | CC du Pays de la Serre       | 10,79            | 188 (2022)                        | 17                 | modifier les données · modifier les données |
| Assis-sur-Serre               | 02027      | CC du Pays de la Serre       | 8,04             | 203 (2022)                        | 25                 | modifier les données · modifier les données |
| Autremencourt                 | 02039      | CC du Pays de la Serre       | 9,15             | 175 (2022)                        | 19                 | modifier les données · modifier les données |
| Barenton-Bugny                | 02046      | CC du Pays de la Serre       | 11,38            | 556 (2022)                        | 49                 | modifier les données · modifier les données |
| Barenton-Cel                  | 02047      | CC du Pays de la Serre       | 6,69             | 108 (2022)                        | 16                 | modifier les données · modifier les données |
| Barenton-sur-Serre            | 02048      | CC du Pays de la Serre       | 8,05             | 128 (2022)                        | 16                 | modifier les données · modifier les données |
| Berlancourt                   | 02068      | CC de la Thiérache du Centre | 5,20             | 81 (2022)                         | 16                 | modifier les données · modifier les données |
| Bois-lès-Pargny               | 02096      | CC du Pays de la Serre       | 10,32            | 188 (2022)                        | 18                 | modifier les données · modifier les données |
| Bosmont-sur-Serre             | 02101      | CC du Pays de la Serre       | 9,68             | 171 (2022)                        | 18                 | modifier les données · modifier les données |
| Chalandry                     | 02156      | CC du Pays de la Serre       | 7,66             | 242 (2022)                        | 32                 | modifier les données · modifier les données |
| Châtillon-lès-Sons            | 02169      | CC du Pays de la Serre       | 10,56            | 83 (2022)                         | 7,9                | modifier les données · modifier les données |
| Chéry-lès-Pouilly             | 02180      | CC du Pays de la Serre       | 17,22            | 737 (2022)                        | 43                 | modifier les données · modifier les données |
| Chevennes                     | 02182      | CC de la Thiérache du Centre | 6,06             | 128 (2022)                        | 21                 | modifier les données · modifier les données |
| Cilly                         | 02194      | CC du Pays de la Serre       | 9,30             | 175 (2022)                        | 19                 | modifier les données · modifier les données |
| Colonfay                      | 02206      | CC de la Thiérache du Centre | 3,29             | 72 (2022)                         | 22                 | modifier les données · modifier les données |
| Couvron-et-Aumencourt         | 02231      | CC du Pays de la Serre       | 13,33            | 931 (2022)                        | 70                 | modifier les données · modifier les données |
| Crécy-sur-Serre               | 02237      | CC du Pays de la Serre       | 17,90            | 1 487 (2022)                      | 83                 | modifier les données · modifier les données |
| Cuirieux                      | 02248      | CC du Pays de la Serre       | 6,46             | 154 (2022)                        | 24                 | modifier les données · modifier les données |
| Dercy                         | 02261      | CC du Pays de la Serre       | 11,17            | 394 (2022)                        | 35                 | modifier les données · modifier les données |
| Erlon                         | 02283      | CC du Pays de la Serre       | 8,90             | 284 (2022)                        | 32                 | modifier les données · modifier les données |
| Franqueville                  | 02331      | CC de la Thiérache du Centre | 3,04             | 107 (2022)                        | 35                 | modifier les données · modifier les données |
| Froidmont-Cohartille          | 02338      | CC du Pays de la Serre       | 8,81             | 246 (2022)                        | 28                 | modifier les données · modifier les données |
| Grandlup-et-Fay               | 02353      | CC du Pays de la Serre       | 20,30            | 271 (2022)                        | 13                 | modifier les données · modifier les données |
| Le Hérie-la-Viéville          | 02379      | CC de la Thiérache du Centre | 9,27             | 194 (2022)                        | 21                 | modifier les données · modifier les données |
| Housset                       | 02385      | CC de la Thiérache du Centre | 13,20            | 169 (2022)                        | 13                 | modifier les données · modifier les données |
| Landifay-et-Bertaignemont     | 02403      | CC de la Thiérache du Centre | 19,60            | 248 (2022)                        | 13                 | modifier les données · modifier les données |
| Lemé                          | 02416      | CC de la Thiérache du Centre | 11,36            | 412 (2022)                        | 36                 | modifier les données · modifier les données |
| Lugny                         | 02444      | CC de la Thiérache du Centre | 4,77             | 118 (2022)                        | 25                 | modifier les données · modifier les données |
| Marcy-sous-Marle              | 02460      | CC du Pays de la Serre       | 4,39             | 204 (2022)                        | 46                 | modifier les données · modifier les données |
| Marfontaine                   | 02463      | CC de la Thiérache du Centre | 9,21             | 82 (2022)                         | 8,9                | modifier les données · modifier les données |
| Mesbrecourt-Richecourt        | 02480      | CC du Pays de la Serre       | 8,98             | 318 (2022)                        | 35                 | modifier les données · modifier les données |
| Monceau-le-Neuf-et-Faucouzy   | 02491      | CC de la Thiérache du Centre | 19,72            | 321 (2022)                        | 16                 | modifier les données · modifier les données |
| Monceau-le-Waast              | 02493      | CC du Pays de la Serre       | 5,41             | 216 (2022)                        | 40                 | modifier les données · modifier les données |
| Montigny-le-Franc             | 02513      | CC du Pays de la Serre       | 9,90             | 138 (2022)                        | 14                 | modifier les données · modifier les données |
| Montigny-sous-Marle           | 02516      | CC du Pays de la Serre       | 7,33             | 70 (2022)                         | 9,5                | modifier les données · modifier les données |
| Montigny-sur-Crécy            | 02517      | CC du Pays de la Serre       | 8,53             | 299 (2022)                        | 35                 | modifier les données · modifier les données |
| Mortiers                      | 02529      | CC du Pays de la Serre       | 6,39             | 184 (2022)                        | 29                 | modifier les données · modifier les données |
| La Neuville-Bosmont           | 02545      | CC du Pays de la Serre       | 9,98             | 187 (2022)                        | 19                 | modifier les données · modifier les données |
| La Neuville-Housset           | 02547      | CC de la Thiérache du Centre | 4,99             | 63 (2022)                         | 13                 | modifier les données · modifier les données |
| Nouvion-et-Catillon           | 02559      | CC du Pays de la Serre       | 16,67            | 523 (2022)                        | 31                 | modifier les données · modifier les données |
| Nouvion-le-Comte              | 02560      | CC du Pays de la Serre       | 7,98             | 241 (2022)                        | 30                 | modifier les données · modifier les données |
| Pargny-les-Bois               | 02591      | CC du Pays de la Serre       | 6,83             | 140 (2022)                        | 20                 | modifier les données · modifier les données |
| Pierrepont                    | 02600      | CC du Pays de la Serre       | 10,54            | 336 (2022)                        | 32                 | modifier les données · modifier les données |
| Pouilly-sur-Serre             | 02617      | CC du Pays de la Serre       | 9,90             | 496 (2022)                        | 50                 | modifier les données · modifier les données |
| Puisieux-et-Clanlieu          | 02629      | CC de la Thiérache du Centre | 17,42            | 327 (2022)                        | 19                 | modifier les données · modifier les données |
| Remies                        | 02638      | CC du Pays de la Serre       | 8,98             | 240 (2022)                        | 27                 | modifier les données · modifier les données |
| Rogny                         | 02652      | CC de la Thiérache du Centre | 5,61             | 100 (2022)                        | 18                 | modifier les données · modifier les données |
| Rougeries                     | 02657      | CC de la Thiérache du Centre | 4,13             | 202 (2022)                        | 49                 | modifier les données · modifier les données |
| Sains-Richaumont              | 02668      | CC de la Thiérache du Centre | 12,46            | 939 (2022)                        | 75                 | modifier les données · modifier les données |
| Saint-Gobert                  | 02681      | CC de la Thiérache du Centre | 7,78             | 285 (2022)                        | 37                 | modifier les données · modifier les données |
| Saint-Pierre-lès-Franqueville | 02688      | CC de la Thiérache du Centre | 7,00             | 41 (2022)                         | 5,9                | modifier les données · modifier les données |
| Saint-Pierremont              | 02689      | CC du Pays de la Serre       | 6,98             | 40 (2022)                         | 5,7                | modifier les données · modifier les données |
| Sons-et-Ronchères             | 02727      | CC du Pays de la Serre       | 9,20             | 207 (2022)                        | 23                 | modifier les données · modifier les données |
| Le Sourd                      | 02731      | CC de la Thiérache du Centre | 7,36             | 166 (2022)                        | 23                 | modifier les données · modifier les données |
| Tavaux-et-Pontséricourt       | 02737      | CC du Pays de la Serre       | 25,42            | 549 (2022)                        | 22                 | modifier les données · modifier les données |
| Thiernu                       | 02742      | CC du Pays de la Serre       | 6,16             | 120 (2022)                        | 19                 | modifier les données · modifier les données |
| Toulis-et-Attencourt          | 02745      | CC du Pays de la Serre       | 7,42             | 112 (2022)                        | 15                 | modifier les données · modifier les données |
| La Vallée-au-Blé              | 02759      | CC de la Thiérache du Centre | 5,17             | 358 (2022)                        | 69                 | modifier les données · modifier les données |
| Verneuil-sur-Serre            | 02787      | CC du Pays de la Serre       | 7,86             | 255 (2022)                        | 32                 | modifier les données · modifier les données |
| Vesles-et-Caumont             | 02790      | CC du Pays de la Serre       | 10,34            | 243 (2022)                        | 24                 | modifier les données · modifier les données |
| Voharies                      | 02823      | CC de la Thiérache du Centre | 3,32             | 76 (2022)                         | 23                 | modifier les données · modifier les données |
| Voulpaix                      | 02826      | CC de la Thiérache du Centre | 11,55            | 348 (2022)                        | 30                 | modifier les données · modifier les données |
| Voyenne                       | 02827      | CC du Pays de la Serre       | 13,97            | 309 (2022)                        | 22                 | modifier les données · modifier les données |
| Wiège-Faty                    | 02832      | CC de la Thiérache du Centre | 7,47             | 181 (2022)                        | 24                 | modifier les données · modifier les données |
| Canton de Marle               | 0211       |                              | 627,64           | 19 390 (2022)                     | 31                 | modifier les données                        |

## Démographie

### Démographie avant le redécoupage de 2015
| 1962  | 1968  | 1975  | 1982  | 1990  | 1999  | 2006  | 2007  | 2008  |
| ----- | ----- | ----- | ----- | ----- | ----- | ----- | ----- | ----- |
| 9 290 | 8 843 | 8 232 | 7 760 | 7 530 | 7 304 | 7 056 | 7 073 | 7 127 |

| 2009  | 2010  | 2011  | 2012  | - | - | - | - | - |
| ----- | ----- | ----- | ----- | - | - | - | - | - |
| 7 186 | 7 197 | 7 197 | 7 143 | - | - | - | - | - |

### Démographie après le redécoupage de 2015
En 2022, le canton comptait 19 390 habitants, en évolution de −2,69 % par rapport à 2016 (Aisne : −1,97 %, France hors Mayotte : +2,11 %).
| 2013   | 2018   | 2022   |
| ------ | ------ | ------ |
| 20 233 | 19 755 | 19 390 |